# Mittenia
Mittenia, monotipski rod pravih mahovina smještena u vlastitu porodicu Mitteniaceae, dio reda Pottiales. Postoji jedna priznata vrsta M. plumula s Novog Zelanda. i Australije
Porodica je opisana 1903.

## Sinonimi
- Mniopsis plumula Mitt. in Wilson
- Mniopsis rotundifolia Müll.Hal.
- Mittenia rotundifolia (Müll.Hal.)